# Зигфрид Маркус
 Зигфрид Самјуел Маркус (Малхин, 18. септембра 1831 — Беч, 1. јул 1898) био је немачки проналазач. Маркус је рођен у јеврејској породици у Малхину, у Великом војводству Мекленбург-Шверин. Прво возило на бензин направио је 1864. док је живео у Бечу.

## Живот
Маркус је рођен у Малхину, који је данас део Немачке. Почео је да ради са 12 година као шегрт код механичара. Са 17 година придружио се Сименс и Халске, инжењерској компанији која је градила телеграфске линије. У Беч, престоницу Аустријског царства, преселио се 1852. године, радећи прво као техничар у Физичком институту Медицинске школе. Затим је радио као асистент професору Карлу Лудвигу, физиологу. Године 1860. Маркус је отворио сопствену радионицу која је производила механичку и електричну опрему. Радионице су му се налазиле на адресама Мариахилферштрасе 107 и Мондшајнгасе 4, у Бечу.
Његова главна побољшања укључују телеграфски релејни систем и машину за минирање "Бечки упаљач". Маркус је преминуио 1898. године. Сахрањен је био на протестантском гробљу у Хителдорфу у Бечу. Касније су његови посмртни остаци пренети у „почасну гробницу“ на бечком Средишњем гробљу. За живота је одликован Златним крстом за заслуге од тадашњег аустроугарског цара Франца Јозефа за научна достигнућа.

## Оспоравање проналазачких заслуга под нацистима
Због Маркусовог јеврејског порекла, његово име и све меморабилије, посебно у Аустрији, нестали су под владавином нациста. Године 1937. аустријски Харанд покрет против расне мржње издао је серију марака са истакнутим Јеврејима, укључујући Маркуса, због његовог доприноса човечанству. То је био одговор на изложбу Евигер Јуде (вечити Јеврејин) Јулијуса Штрајхера у Минхену. Маркус је био заслужан као изумитељ аутомобила на бензин. Немачком окупацијом Аустрије у марту 1938. године уклоњено је обележје испред бечког Техничког универзитета. После Другог светског рата, споменик је обновљен, а његов аутомобил, који је био сакривен, поново је изложен.
Маркус је био уклоњен из немачких енциклопедија као проналазач модерног аутомобила, према директиви немачког Министарства за пропаганду током Другог светског рата. Његово име као проналазача је замењено именима Дајмлера и Бенца. Директива (на немачком) је гласила:
Reichsministerium für Volksaufklärung und Propaganda
Geschäftszeichen. S 8100/4.7.4.0/7 1
Berlin W8, den 4. Juli 1940

Wilhelmplatz 8-9
An die Direktion der Daimler-Benz-A.G. Stuttgart-Untertürkheim
Betrifft: Eigentlichen Erfinder des Automobils

Auf Ihr Schreiben vom 30. Mai 1940 Dr.Wo/Fa.

Das Bibliographische Institut und der Verlag F.A. Brockhaus sind darauf hingewiesen worden, dass in Meyers Konversations Lexikon und im Großen Brockhaus künftig nicht Siegfried Marcus, sondern die beiden deutschen Ingenieure Gottlieb Daimler und Carl Benz als Schöpfer des modernen Kraftwagens zu bezeichnen sind.
На српском би то било:
Министарство просвете и пропаганде Рајха
Референтни број С 8100 / 4.7.4.0 / 7 1
Берлин В8, 4. јул 1940.
Вилхелмсплац 8-9
Дирекцији Дајмлер-Бенц А. Г. Штутгарт
Тема: Прави проналазач аутомобила 
Позивајући се на ваше писмо од 30. маја 1940.
Библиографски институт и издавач Ф. А. Брокхаус су обавештени да ће се поменуте енциклопедије убудуће позивати на два немачка инжењера:
Готлиб Дајмлер
Карл Бенц
као твораца модерног аутомобила, 
а неће се позивати на Зигфрида Маркуса.
Аустријска научна јавност размишља да ли је Маркусов први аутомобил угледао светлост дана касних 1880-их. Неке раније публикације сугеришу да је можда имао возило на бензински погон пре 1870. Намерно уништавање доказа о Маркусовим изумима од стране нацистичког режима оставило је ове датуме отвореним за дебату и спекулације. Енциклопедија Британика наводи 1864. за годину проналаска првог Маркусовог аутомобила.

## Маркусови аутомобили
На основу информација из постојећих извора, Маркусова прва машина је направљена на једноставним ручним колицима 1870. Мотор са унутрашњим сагоревањем који је дизајниран за течна горива учинио га је првим који је покретао возило помоћу бензина. Маркус није био задовољан овим колицима и раставио их је. Међутим, његов први модел аутомобила је приказан на Бечкој изложби 1864. (према најранијим изворима вероватније је то било на Међународној изложби у Бечу 1873.), а његов други модел је направљен и био вожен 1875.
Године 1883. Маркусу је у Немачкој дат патент за нисконапонски магнет за паљење и нови бензински мотор.
Овај дизајн је коришћен за све даље моторе. Управо је ово паљење, у комбинацији са "карбуратором са ротирајућом четком", учинило дизајн мотора веома иновативним. До 1886. немачка морнарица је користила овај мотор у својим торпедним чамцима.
Године 1887. Маркус је започео сарадњу са моравском компанијом Марки, Бромовски & Шулц. Понудили су двотактне и четворотактне моторе попут Маркусовог. Године 1875. Марки, Бромовски и Шулц су направили аутомобил који се још увек може видети у бечком Техничком музеју. Овај аутомобил учинио је Маркуса познатим широм света. Америчко удружење машинских инжењера прогласило је Маркусов аутомобил историјском прекретницом у машинству.
У књизи из 1904. „Мотор“ стоји: Ко је био проналазач? Зигфрид Маркус је широко заслужан за проналазак бензинског мотора.
Џон Никсон из лондонског Тајмса је 1938. сматрао да је Маркусов рад на развоју аутомобила био експерименталан, за разлику од Бенца који је концепт преузео од експеримента до производње. Никсон је описао Маркусове аутомобиле као непрактичне. 12 година касније, 1950. године, Тајмс је описао аутомобил у бечком Техничком музеју као произведен 1875. године и као прво друмско возило на бензински погон. У чланку је укључен опис његовог првог путовања од 12 километара од Беча до Клостернојберга. Од када је аутомобил премештен у Музеј 1918. године, вожен је само још једном, када је послат на изложбу у Шведску.

## Патенти
Маркус је био носилац 131 патента у 16 земаља. Никада се није пријавио за патент за аутомобил и, наравно, никада га није ни имао. Ипак, он је био први који је користио бензин за погон возила, у једноставним ручним колицима из 1864. године.
Неки примери његових патената:
- Број 33258, 10. септембар 1861, Побољшања релејних магнета[20]
- Број 2058, 6. јул 1872, Уређај за мешање горива са ваздухом [21]
- Број 286030, 2. октобар 1883., побољшани гасни мотор[22]
- Број 306339, 7. октобар 1884, Електрични уређај за паљење гасних мотора[23]

У сарадњи са капетаном Е фон Волгемутом из царске немачке морнарице, Маркус је изумео електрично паљење бродских топова. Предности система су биле у томе што је омогућавао истовремено испаљивање топова, или одабир одређене шеме паљбе, као и могућност пуцања са бродског моста.